# 올림픽 라오스 선수단
라오스는 1980년 모스크바 올림픽에 처음 참가한 이래 하계 올림픽에 출전하고 있다. 단, 1984년 로스앤젤레스 올림픽은 소련 주도의 보이콧 운동에 동참하여 참가하지 않았다. 올림픽 메달 획득 기록은 없으며, 동계 올림픽 대회에도 참가하고 있지 않다.
1948년까지는 프랑스 식민지였기에 프랑스 선수단으로 출전하였으며, 독립 이후에도 국가 올림픽 위원회가 수립되지 않아 한동안 출전하지 못했다. 1975년 라오스 국가 올림픽 위원회가 수립되었으며 1979년 국제올림픽위원회로부터 승인받았다.

## 메달 기록

### 하계 올림픽
| 대회                  | 선수      | 금메달 | 은메달 | 동메 | 총합 | 순위 |
| 1980년 모스크바       | 20        | 0      | 0      | 0    | 0    | –    |
| 1984년 로스앤젤레스   | 불참      | 불참   | 불참   | 불참 | 불참 | 불참 |
| 1988년 서울           | 3         | 0      | 0      | 0    | 0    | –    |
| 1992년 바르셀로나     | 6         | 0      | 0      | 0    | 0    | –    |
| 1996년 애틀랜타       | 5         | 0      | 0      | 0    | 0    | –    |
| 2000년 시드니         | 3         | 0      | 0      | 0    | 0    | –    |
| 2004년 아테네         | 5         | 0      | 0      | 0    | 0    | –    |
| 2008년 베이징         | 4         | 0      | 0      | 0    | 0    | –    |
| 2012년 런던           | 3         | 0      | 0      | 0    | 0    | –    |
| 2016년 리우데자네이루 | 6         | 0      | 0      | 0    | 0    | –    |
| 2020년 도쿄           | 4         | 0      | 0      | 0    | 0    | –    |
| 2024년 파리           | 개최 예정 |        |        |      |      |      |
| 2028년 로스앤젤레스   | 개최 예정 |        |        |      |      |      |
| 2032년 브리즈번       | 개최 예정 |        |        |      |      |      |
| 총합                  | 총합      | 0      | 0      | 0    | 0    | –    |

## 같이 보기
- 라오스의 올림픽 기수 목록
- 패럴림픽 라오스 선수단